# Microgomphus torquatus
Microgomphus torquatus är en trollsländeart. Microgomphus torquatus ingår i släktet Microgomphus och familjen flodtrollsländor. IUCN kategoriserar arten globalt som otillräckligt studerad.

## Underarter
Arten delas in i följande underarter:
- M. t. souteri
- M. t. torquatus